# 传染
传染（contagion），在医学定义中，是一种特殊类型的感染 ，特指病原体从有病的生物体传到其他健康的生物体。术语“感染”的定义则较广泛，其可造成传染病和非传染性感染病；因为感染的病原体除来自宿主体外，也可来自宿主体内，但传染必由宿主体外侵入。
傳染病或疫病（pestilence），是一種可以從一個人或其他物种，經過某些特定传播途徑傳染給另一個人或物種的感染病；传染病或疫病属于一种感染病，两者的区别是后者更强调流行性急性传染病。
傳染病可藉由直接接觸已感染之個體、感染者之體液及排泄物、感染者所污染到的物體，亦可透過喝水、食物、空氣或其他載體（vector）而散佈。如传播速度较快，传染病可成为一种流行病。
感染病（infectious disease）或感染症是一種經過医学實證，由病原性的微生物之存在或其活動引起，可對宿主傷害或損壞正常其生理功能的人類或其他物種之疾病或症狀；感染病强调得到确定的疾病，感染症强调症状，后者可能还未查出病原。感染病包括传染病和非传染性感染病。
某种可能导致感染病的病原，最终成功引發感染的能力，在流行病學中特稱為感染力。
感染症不可與感染混淆，兩者並非同義詞，因為感染未必會引發疾病症狀或宿主不適。在無限多種類且仍在逐漸產生變異的微生物中，只有極少數能夠對健康個體產生疾病。感染症的引發事實上不僅肇因於病原的介入，同時也受到宿主防禦影響，前者除了可導致患者生理不正常運作，但有時卻是感染者本身的防禦機制反應所致，因此一個疾病的表現和嚴重程度是同時建構於病原和宿主本身兩方面；由此依照宿主本身的防禦力，這些病原又可進一步歸納為主要病原或伺機病原。
多數感染病不會造成患者死亡，而致病之微生物最終通常會屈服於宿主的免疫反應，進而被清除或潛伏在宿主體內。這個過程需要免疫機制的參與以殺死或減低病原的活性。但免疫系統對微生物作出的反應通常（但並非全然）是疾病症狀的來源，例如發燒、發炎反應、流鼻涕、咳嗽、化膿等，有時這種症狀對患者的傷害遠大於病原本身的直接傷害。此外，感染疾病、帶原或是注射疫苗，甚至是受到結構相似之生物體或非生物，都可能藉以得到抗體而產生對特定病原的免疫力。

## 傳染途徑
由於生物性的致病原於人體外可存活的時間不一，存在人體內的位置、活動方式都有不同，都影響了一個感染症如何傳染的過程。為了生存和繁衍，這類病原性的微生物必須具備可傳染的性質，每一種傳染性的病原通常都有特定的傳播方式，例如透過呼吸的路徑，某些細菌或病毒可以引起宿主呼吸道表面黏膜層的型態變化，刺激神經反射而引起咳嗽或噴嚏等症狀，藉此重回空氣等待下一個宿主將其入，但也有部分微生物則是引起消化系統異常，像是腹瀉或嘔吐，並隨著排出物散布在各處。透過這些方式，複製的病原隨患者的活動範圍可大量散播。

### 空氣傳染
有些病原體在空氣中可以自由散佈，直徑通常為5微米，能夠長時間浮游於空氣中，做長距離的移動，主要藉由呼吸系統感染，有時亦與飛沫傳染混稱。

### 食物傳染
常見於發展中國家衛生系統尚未健全、教育宣導不周的情況下，未處理之廢水或受病原沾染物，直接排放於環境中，可能污損飲水、食物或碰觸口、鼻黏膜之器具，以及如廁後清潔不完全，藉由飲食過程可導致食入者感染糞口途徑，主要病原可為病毒、細菌、寄生蟲，如霍亂、A型肝炎、小兒麻痺、輪狀病毒、弓型蟲感染症（T. gondii），於已開發國家也可能發生。有時，某些生物因體表組織構造不足以保護個體，可能因接觸患者之排泄物而受到感染，正常情況下在人類族群中不會發生這種特例。

### 接觸傳染
經由直接接觸而傳染的方式稱為接觸傳染，這類疾病除了直接觸摸、親吻患者，也可以透過共用牙刷、毛巾、刮鬍刀、餐具、衣物等貼身器材，或是因患者接觸後，在環境留下病原達到傳播的目的。因此此類傳染病較常發生在學校、軍隊等物品可能不慎共用的場所。例如：真菌感染的香港腳、細菌感染的膿包症（Impetigo）、病毒在表皮引起增生的疣，而梅毒的情況特殊，通常是健康個體接觸感染者的硬性下疳（chancre）所致。
性傳染疾病包含任何可以藉由性行為傳染的疾病，因此屬於接觸傳染的一種，但因愛滋病在世界流行狀況甚為嚴重，醫學中有時會獨立探討。通常主要感染原為細菌或病毒，藉由直接接觸生殖器的黏膜組織、精液、陰道分泌物或甚至直腸所攜帶之病原，傳遞至性伴侶導致感染。若這些部位存有傷口，則病原可能使血液感染帶至全身各處。

### 母體傳染
母體傳染或垂直感染專指胎兒由母體得到的疾病。拉丁文以「in utero」表示「在子宮」的一種傳染形式，通常透過此種傳染方式感染胎兒之疾病病原體，多以病毒、和活動力高的小型寄生蟲為主，可以經由血液輸送，或是具備穿過組織或細胞的能力，因此可以透過胎盤在母子體內傳染，例如AIDS和B型肝炎。細菌雖較罕見於垂直感染，但是梅毒可在分娩過程，由於胎兒的黏膜部位或眼睛接觸到母體陰道受感染之黏膜組織而染病；且有少數情況則是在哺乳時透過乳汁分泌感染新生兒。後兩種路徑也都屬於垂直感染的範疇。

### 血液傳染
主要透過血液、傷口的感染方式，將疾病傳遞至另一個個體身上的過程即血液傳染。常見於醫療使用注射器材、輸血技術之疏失，因此許多醫療院所要求相關醫療程序之施行，必須經過多重、多人的確認以免傷害患者，於捐血、輸血時，也針對捐贈者和接受者進一步檢驗相關生理狀況，減低此類感染的風險，但由於毒品的使用，共用針頭的情況可造成難以預防的感染，尤其對於愛滋病的防範更加困難。

## 診斷
診斷主要根據病歷紀錄理學檢查以及攝影圖像（例如X光）但感染症最主要的診斷工具還是微生物培養，在培養基中提供適當物質，並置入患者檢體樣本培養，常用來診斷葡萄球菌或鏈球菌的細菌性感染。部分病媒無法被人工培養，尤其是多數病毒和鈎端螺旋體。過去已發展出利用血清學標記物檢查患者，甚至包括運用抗體作為檢查方式之一。更新的技術可直接使用血液或分泌物中所含病毒或病原相關蛋白質等．作聚合酶連鎖反應，不僅檢驗速度快，準確率亦大幅提升。

### 鑑別病原
過去根據柯霍氏法則的驗證程序，可以大致確認疾病的病原是否具有傳染性，這個法則成功地驗證結核分支桿菌為結核病的病原；但有許多情況下這個法則無法如期運作。

### 確認流行範圍
流行病學的發展對族群中的疾病研究也相當重要，當傳染病爆發時，必需仔細分細事件為偶發性（sporadic）、地方病、流行病、大流行，以利醫療團隊、公共衛生部門採取適當的應對措施。

## 治療
當檢驗結果為陽性，必需儘快了解該種病原性的微生物對藥物的敏感度或是抗藥性（antibiotic resistance）以決定對患者施用抗生素的種類和劑量，依據抗藥型（antibiogram）給予患者最有利的治療方式，可減少廣效抗生素（broad-spectrum antibiotic）的使用，進而減少可能產生之抗藥性。

## 致病狀況

### 世界主要致死傳染病概況
世界衛生組織蒐集全球死亡資料，以下表列為2002年世界主要致死疾病，這些疾病都造成至少10萬人死亡，1993年資料隨表附加以玆參考。需特別注意表中前三名致死單一疾病分別是愛滋病、結核和瘧疾，儘管幾乎所有的疾病所造成的死亡案例皆逐步減少，但死於愛滋者卻以四倍成長，而百日咳、小兒麻痺、白喉、麻疹和破傷風等兒童疾病，此外兒童也在腹瀉、下呼吸道感染中佔很大的百分比。
| 排名 | 死因             | 2002年 死亡百萬人數 | 佔所有死亡% | 1993年 死亡百萬人數 | 1993年排名   |
| --- | ---------------- | ------------------- | ----------- | ------------------- | ------------ |
| 無 | 所有感染症       | 14.7                | 25.9        | 16.4                | 32.2%        |
| 1 | 下呼吸道感染 註1 | 3.9                 | 6.9         | 4.1                 | 1            |
| 2 | 愛滋病           | 2.8                 | 4.9         | 0.7                 | 7            |
| 3 | 腸胃炎 註2       | 1.8                 | 3.2         | 3.0                 | 2            |
| 4 | 結核             | 1.6                 | 2.7         | 2.7                 | 3            |
| 5 | 瘧疾             | 1.30                | 2.2         | 2.0                 | 4            |
| 6 | 麻疹             | 0.6                 | 1.1         | 1.1                 | 5            |
| 7 | 百日咳           | 0.29                | 0.5         | 0.36                | 7            |
| 8 | 破傷風           | 0.21                | 0.4         | 0.15                | 12           |
| 9 | 腦膜炎           | 0.17                | 0.3         | 0.25                | 8            |
| 10 | 梅毒             | 0.16                | 0.3         | 0.19                | 11           |
| 11 | B型肝炎          | 0.10                | 0.2         | 0.93                | 6            |
| 12-17 | 六種熱帶疾病 註3 | 0.13                | 0.2         | 0.53                | 9, 10, 16-18 |
| 註解 1. 下呼吸道感染包含許多種肺炎、流行性感冒和支氣管炎。 2. 造成腸胃炎的生物有許多種，包含霍亂、肉毒桿菌、大腸桿菌等等。 3. 六大熱帶疾病包含：查格斯氏病、登革熱、絲蟲病、利什曼原蟲症、蟠尾絲蟲症、血吸蟲病和錐蟲病。 4. 其他死因包含母體和出生狀況（5.2%）、營養缺乏（0.9%）、非傳染因素（58.8%）和傷殘（9.1%） |                  |                     |             |                     |              |

### 大流行
當一個傳染性疾病影響到一個廣大的地理區域，就稱為大流行，中文慣稱瘟疫。除可造成死亡、摧毀城市、政治、國家、瓦解文明，甚至可以殲滅族群、物種。

### 新興疾病
有時微生物和宿主和諧共生共存或互不侵犯，常見於熱帶地區發源之病毒、某些昆蟲、猿、猴或其他物種，由於兩方在平衡中共同演化，通常宿主已具備相當程度之抵抗力，同時這些微生物也演化出更有力的致病能力，但當這些微生物由長期共同演化的物種傳染至其他毫無抵抗能力之物種時，可能會產生疾病，卻對原先共存之物種不造成實質影響，尤其當轉移的物種之間基因表現相似度越高，生物體內的辨識能力也較相似，此時受感染的機會也會大幅提升。換句話說，對於新接觸微生物的物種若因此染病，則這個微生物對新的宿主而言是一種病原，對於原先共存之物種，這種微生物不造成疾病，則不為其病原。多數人類新興傳染病及其傳播都與人為活動有關，由於環境受到改變，某些區域性的微生物可藉此取得新的生態平衡，甚至引發大流行。
病原毒力和傳染之間的關係相當複雜，而且也深深影響著病原的長期演化，由於微生物和宿主之間的共同演化出新病原需要時間，在一般情况下，病原要找上先鋒的攻擊目標並非易事，通常需要直接地破壞環境平衡，或是藉生態變化，引發物種遷徙，甚至人為消滅之病原，可由實驗室演化後釋出。通常首次流行時，由於醫療、公共衛生經驗不足，死亡率將最為嚴重，但若是快速致死的疾病，宿主很可能在病原開始蔓延之前死亡，而毒力對宿主生理運作的改變，也將影響傳播的結果，例如呼吸道感染可促使患者將病原咳至空氣散佈，霍亂則可藉由爆炸性的腹瀉增加分布的面積。

## 法定傳染病
由於已知傳染性疾病中，部分可對人類造成重度傷害，或是可能引發大流行，許多國家因此借用政府的公權力，協助醫療體系嚴密監控這類疾病的發生及後續發展，避免疫情擴大，這些傳染病特稱為法定傳染病，在相關法律下，通常醫師有義務依照疾病分級，在指定的時間內或以規範的流程對衛生主管機關進行通報。

### 引用
1. ↑  . Britannica.   [3 January 2025]. （原始内容存档于2025-01-14） （英语）.
2. ↑  . clinicalinfo.hiv.gov.   [4 October 2024]. （原始内容存档于2025-02-13） （英语）.
3. ↑  . 《重編國語辭典修訂本》.   [2025-01-22]. （原始内容存档于2025-01-17）.
4. ↑  . 《漢典》.
5. ↑  Karen Bellenir; Peter D. Dresser. . Omnigraphics. 1996: 68. ISBN 9780780800755.
6. ↑  Judi Lindsley Nath. . Lippincott Williams & Wilkins. 2006: 662. ISBN 9780781748681.
7. ↑  . 术语在线. 全国科学技术名词审定委员会. （简体中文）
8. ↑  . 术语在线. 全国科学技术名词审定委员会. （简体中文）
9. ↑  Glossary of Notifiable Conditions （页面存档备份，存于） Washington State Department of Health
10. ↑  "Infectious disease." McGraw-Hill Encyclopedia of Science and Technology. The McGraw-Hill Companies, Inc., 2005.
11. 1 2  This section incorporates public domain （页面存档备份，存于） materials included in the text: Medical Microbiology （页面存档备份，存于） Fourth Edition: Chapter 8 （页面存档备份，存于） (1996) . Baron, Samuel MD. The University of Texas Medical Branch at Galveston.
12. ↑  The World Health Report （页面存档备份，存于） - 2004 Annex Table 2 (pdf) （页面存档备份，存于） and 1995 Table 5 (pdf-large!) （页面存档备份，存于）

## 外部連結
- 衛生處
- （英文） The Infectious Disease Society of America （页面存档备份，存于）
- （英文） GIDEON-Global Infectious Disease Epidemiology （页面存档备份，存于）
- （英文） Infectiologie.com （页面存档备份，存于）
- （法文） Maladies infectieuses : la situation actuelle dans le monde, sur le site de l'Institut Pasteur
- （法文） Les maladies infectieuses : le monde se bat, sur le site de l'
- （德文） Zoonosen （页面存档备份，存于）